# 成ヶ島

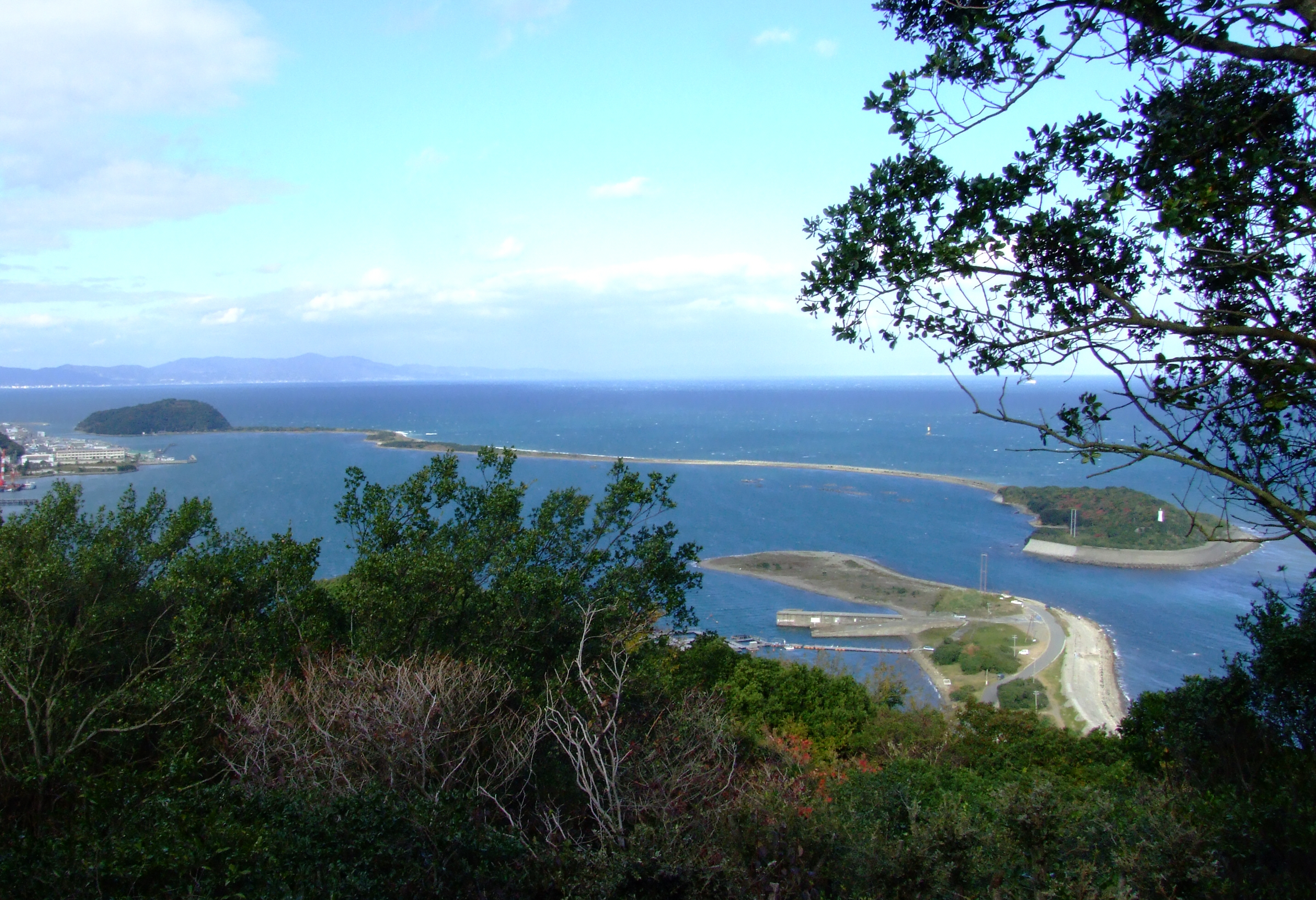
生石公園から見る成ヶ島。

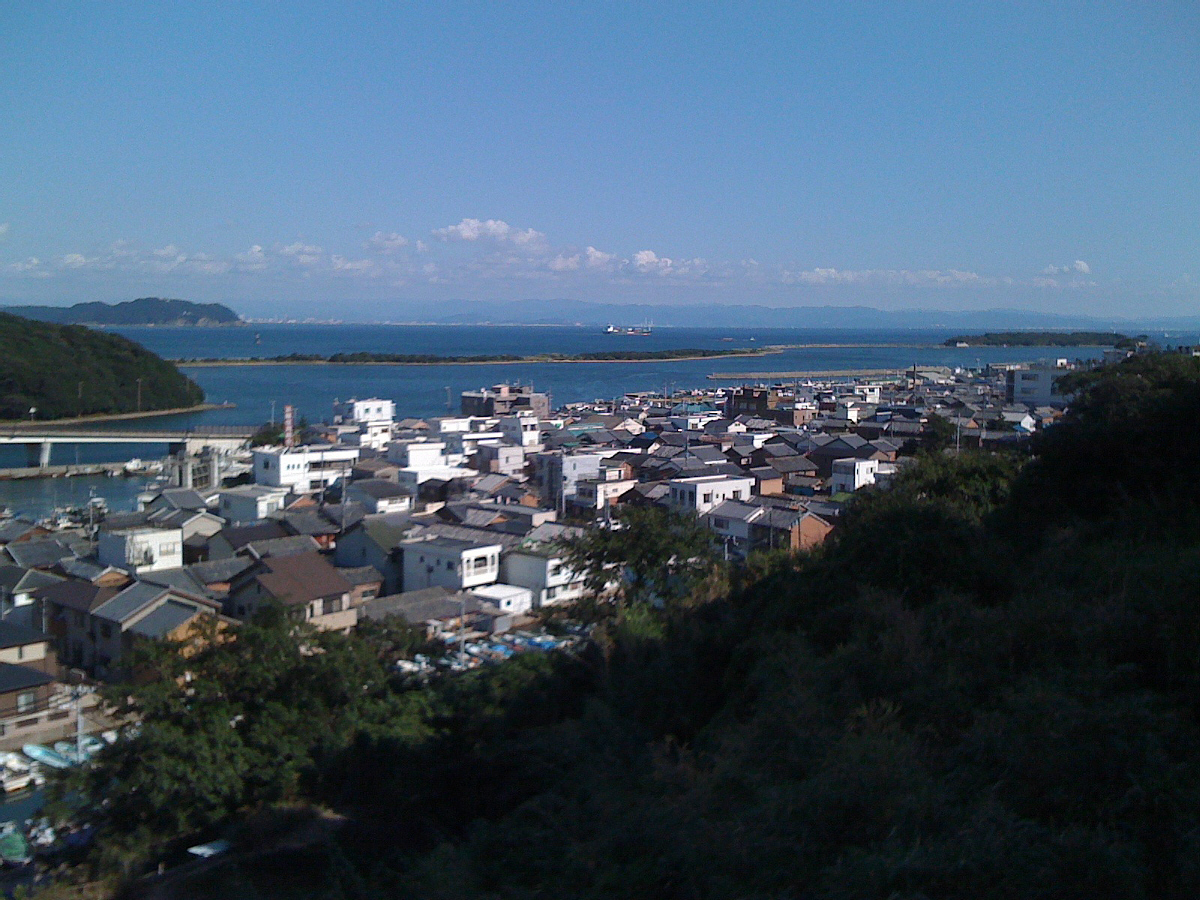
成ヶ島と由良の家並み

成ヶ島（なるがしま）は、兵庫県洲本市由良町由良の東側の紀淡海峡に、南北約2.5kmにわたって砂州が伸びる細長い島。瀬戸内海国立公園の一部。淡路橋立とも呼ばれる。

## 概要
成ヶ島は北端の新川口と南端の今川口の水路で淡路島から約100m離れている。由良港から渡し船があり約2分で島に連絡している。島の西側の由良湾内ではハマチの養殖が行われ、春には潮干狩りでアサリなどが採取できる。
北端の成山の東の紀淡海峡側には成ヶ島海水浴場があり、南端の高碕には髙埼灯台がある。また明治29年(1896年)に開設された由良要塞の砲台跡が成山にわずかに残っている。

## 地形・自然
北の成山（標高52m）と南の高埼（標高23m）はもともと陸繋島で、江戸時代初期までこれらは砂州で淡路島と繋がり

、ラグーンである由良湾の湾口は成山と高埼の間で開いていた。南北両端の水路開削と旧来の湾口を閉鎖して成ヶ島は現在の沿岸州(バリアー島)になった。この成ヶ島の面積は約39ha、海岸線の長さは約6.4kmあるが

、成山と高埼の間の最狭部は護岸を含めても25mほどしかない。
成ヶ島の西側には干潟が広がり、砂州や干潟沿いに希少な海浜植物が自生し、ハクセンシオマネキなどの希少動物も生息している。
- ハクセンシオマネキ - カニの一種。環境省レッドリスト(2007)　絶滅危惧II類(VU)
- ハマボウ - アオイ科の樹高3mほどの落葉低木。兵庫県版レッドデータブック(2003)　Aランク　絶滅危惧I類[3]
- ハマウツボ - 寄生植物。兵庫県版レッドデータブック(2003)　Aランク　絶滅危惧I類[3]
- ハママツナ - アカザ科の一年草。潮間帯に見られる。兵庫県版レッドデータブック(2003)　Cランク　準絶滅危惧種[3]
- アカウミガメ - 紀淡海峡側から上陸して砂地に産卵するのが見られる。

瀬戸内海国立公園の第2種特別地域に指定されていて、これらの貴重な生態系と自然景観の保全を図るため
- 砂州の侵食を防止するための護岸堤の整備
- 「成ヶ島クリーン作戦」- 地域住民らが行っている漂着ゴミなどの回収清掃[4]
- 海岸利用者へのマナー啓発

などが行われている。

## 歴史
- 慶長16年(1610年)、池田忠雄が洲本城を廃し、由良成山城を修築した（水軍城）。寛永12年(1635年)、蜂須賀忠英が由良成山城を廃し、再び洲本城へ移した。「由良引け」[6]

寛永から明和年間にかけて、北側の新川口と南側の今川口が切り開かれ、旧湾口が閉じられて現在の姿になった。
- 明治29年(1896年)、由良要塞が開設され成山第一砲台、成山第二砲台、高碕砲台が設置された。大正13年(1924年)に要塞の整理により廃止。
- 昭和61年(1986年)、国民宿舎「成山荘」が閉鎖。

## 交通アクセス
- 由良港から成ヶ島へは渡船で約2分。由良町漁業協同組合成ヶ島渡船事務所[8][9]、2015年12月現在。

運航時刻：午前8時より午後5時まで 1時間1便 生石→由良支所北→成ヶ島毎時0分、成ヶ島→由良支所北→生石毎時23分発（但し、冬期11月～3月は午後4時まで）
料金：由良支所北⇔成ヶ島、由良支所北⇔生石 大人300円、小学生以下200円（往復）、成ヶ島⇔生石 大人500円、小学生以下300円（往復）
休業日：毎週火～木曜日、年末年始（12/29-1/4）、盆休み(8/13-8/16)。ただし、年末年始以外の祝日は運航し、3月～5月の潮干狩りシーズンは臨時に運航する。
- 由良港（由良支所北桟橋）へは
  - 洲本高速バスセンターから淡路交通由良線 由良福祉センター行で「由良支所前」下車徒歩2分（約200m）
  - 兵庫県道76号洲本灘賀集線